# فرودگاه شهرستان ادگر
فرودگاه شهرستان ادگر (به انگلیسی: Edgar County Airport) یک فرودگاه همگانی بهره‌برداری هوایی است که یک باند فرود آسفالت دارد و طول باند آن ۱۳۷۲ متر است. این فرودگاه در شهر پاریس، ایلی‌نوی کشور ایالات متحده آمریکا قرار دارد و در ارتفاع ۱۹۹ متری از سطح دریا واقع شده است.